# Micracanthorhynchina indica
Micracanthorhynchina indica är en hakmaskart som beskrevs av Farooqi 1980. Micracanthorhynchina indica ingår i släktet Micracanthorhynchina och familjen Rhadinorhynchidae. Inga underarter finns listade i Catalogue of Life.